# Thierry II de Moers
Thierry de Moers (* vers 1385 ; mort le 14 février 1463 au château de Friedestrom (de) à Zons) fut archevêque de Cologne de 1414 à 1463, sous le nom de Thierry II, puis, administrateur du diocèse de Paderborn, à partir de 1415 sous le nom de Thierry III.

## Biographie
Thierry était le deuxième fils du comte Frédéric III de Moers et sa femme Walburge de Sarrewerden. Ses deux frères Henri et Walram étaient tous deux évêques de Munster. L'archevêque de Cologne, Frédéric III de Sarrewerden, était le frère de sa mère.
Son oncle, Frédéric III, le nomma en 1397, prévôt du monastère de Cassius à Bonn. Dans le même temps, Thierry obtient un poste de chanoine à Cologne sans avoir été reçu dans les ordres supérieurs. À partir de 1401, il étudie à Heidelberg et à Bologne. En 1409, il représenta son oncle au concile de Pise.
Après la mort mort de celui-ci, Thierry est élu nouvel archevêque de Cologne le 24 mai 1414 avec une majorité de 16 voix et de nombreuses promesses aux chanoines. Ce faisant, il a prévalu contre son puissant adversaire, l'évêque Guillaume de Berg (de) de Paderborn. L'élection a eu lieu dans la cathédrale de Bonn parce que ses électeurs se sentaient sous la menace de son adversaire à Cologne. Dans la dispute qui suivit, cependant, Thierry put s'affirmer rapidement et l'année suivante acquit même le diocèse de Paderborn. Avec le soutien du roi et grâce à de nombreux versements monétaires, il obtint l'approbation papale en octobre 1414.
A cette époque, il n'avait reçu aucune ordination. Le 3 novembre 1414, il est ordonné prêtre et le 3 février 1415, évêque. La messe du couronnement du roi Sigismond, sur la tête duquel Thierry posa la couronne, fut aussi sa première célébration.
Dans les années qui suivirent, Thierry tenta d'établir un vaste territoire contigu sur le Bas-Rhin et en Westphalie et pour sa famille, un dominion qui s'étendait presque jusqu'à la mer du Nord. En conséquence, il est entré à plusieurs reprises en conflit avec son puissant adversaire, le duc de Clèves. En même temps que son sacerdoce spirituel, il était comte de La Marck et s'est efforcé d'étendre son pouvoir dans bon nombre des mêmes domaines que l'archevêché.
En 1415, Thierry devint administrateur du prince-évêché de Paderborn. Non seulement ses efforts lui coûtèrent des sommes considérables, mais il sut aussi les sécuriser en mariant sa nièce Adelheid de Tecklenbourg à l'un de ses adversaires. Ses efforts pour incorporer le prince évêché dans l'archevêché de Cologne n'eurent qu'un succès temporaire. En 1429, le pape Martin V abolit le diocèse à sa demande. Cela a provoqué une résistance massive de la part du chapitre de la cathédrale, de la noblesse et des villes. Le chapitre de la cathédral de Paderborn, devenu superflu en raison de l'abolition du diocèse, a pu faire restaurer le diocèse par le pape Eugène IV en 1431.
En 1424, à l'instigation de l'archevêque, son frère Henri de Moers (de) est élu évêque de Münster. En 1441, il devint administrateur du diocèse d'Osnabrück. Avec sa mort en 1450 et la querelle de Munster qui s'ensuivit, le diocèse d'Osnabrück et le diocèse de Munster ont de nouveau été perdus sous l'influence de l'archevêque de Cologne.
Dans le jeu de la politique impériale, il appartenait en 1424 à l'opposition des électeurs, qui s'unirent contre le roi Sigismond dans le Binger Kurverein.
Dans le comté de La Marck, Thierry soutient le frère du duc de Clèves, Gérard de La Marck, qui veut se rendre indépendant de Clèves. En 1424, l'archevêque reçut le Kaiserswerth alors important, avec le péage lucratif du Rhin en gage. Une tentative de relier le comté à l'archevêché, qui était soutenue par la plupart des villes du comté, échoua en 1429 en raison de la résistance de la ville d'Unna. En 1435, il y avait un accord contractuel entre les partis adverses, qui a mis fin momentanément aux combats et a initialement laissé le comté de La Marck indépendant.
Le projet de Thierry d'acquérir le duché de Berg pour une forte somme d'argent via un contrat d'héritage à partir de 1450 a également échoué. A cette époque, le duché de Juliers et le comté de Ravensberg étaient rattachés à ce duché. Ce que ses prédécesseurs avaient réalisé environ 80 ans plus tôt avec le comté d'Arnsberg (de) a échoué dans ce cas. En 1455, un héritier est né de manière inattendue issu du duc de Berg, auparavant sans enfant.
Thierry avait besoin de beaucoup d'argent pour mettre en œuvre sa politique hégémonique. Il n'a pas été en mesure de faire passer l'introduction d'impôts réguliers pour le montant requis. Lorsqu'il tenta d'imposer une taxe en vote extraordinaire en 1435, cela provoqua une résistance massive dans ses propres terres. Ce faisant, Thierry a involontairement favorisé le développement d'un mouvement corporatif, qui s'est progressivement institutionnalisé pour protéger ses droits.
En 1437, à peu près au même moment, l'archevêché rhénan et le duché de Westphalie ont vu la première association d'État dite héréditaire. Ici, nous rencontrons les plus anciennes associations d'entreprises de l'empire allemand. En 1438, Thierry réussit une fois de plus à rompre l'unité des domaines contre la confirmation de leurs privilèges et l'abolition de la capitation. Il a pu isoler la ville de Soest en tant que chef de file supposé au sein du duché de Westphalie. La ville, qui entretenait jusque-là de bonnes relations avec le souverain, chercha alors des alliés à l'extérieur du pays.
Les différends avec la ville de Soest, qui couvaient depuis lors, culminèrent en 1444 avec la sécession de la ville de Kurköln et son incorporation au duché de Clèves. Dans la querelle avec Soest, qui dura cinq ans, Thierry se retrouva de nouveau en guerre contre le duc de Clèves, qui avait derrière lui le puissant duché de Bourgogne. Les plans de grande envergure du duc visaient à la formation d'un évêché séparé de Clèves et donc à la séparation de l'archevêché de Cologne et à la connexion complète du duché de Westphalie à Clèves. En 1445, le pape Eugène IV, allié de la Bourgogne, tenta sans succès de destituer l'archevêque Thierry afin de décider ainsi de l'issue de la guerre.
Cette guerre consistait en grande partie en raids mutuels et en pillages. Les événements les plus significatifs furent la conquête de Fredeburg et de Bilstein au début de la guerre et le siège infructueux de la ville de Soest par l'archevêque en 1447. À cette fin, Thierry avait engagé des Hussites de Bohême comme mercenaires, qu'il avait rencontrés là-bas en ses campagnes hussites et qui y sont restés depuis, ceux-ci étaient largement connus comme des combattants redoutés. La guerre se termina en 1449 par un arbitrage pontifical à Maastricht, qui fut reconnu par les deux camps. Aucune des deux parties n'avait pris le dessus. Soest et Xanten sont restés à Clèves, tandis que Fredeburg/Bilstein et Kaiserswerth sont restés à Kurköln. C'était la fin du développement qui a donné à l'électorat de Cologne sa forme définitive avec les trois entités territoriales spatialement séparées (archevêché rhénan, Vest Recklinghausen et duché de Westphalie). Après la fin de la querelle de Soest, Thierry II a tenté de faire de son frère Walram de Moers, évêque de Munster, lors de la querelle diocésaine de Munster (de).
Incapable d'obtenir des fonds suffisants d'une autre manière, l'archevêque a tenté de contracter des emprunts pour répondre à ses besoins financiers. Pour les sécuriser, il les mit en gage à partir de 1438 et à partir de 1444, augmenta progressivement la quasi-totalité des revenus du souverain. Jusqu'à présent, il avait toujours prôné l'unité et l'expansion de ses terres, mais cette politique financière douteuse mettait de plus en plus en danger l'unité des territoires électoraux de Cologne. Les zones périphériques, en particulier, menaçaient de tomber sous la domination des dirigeants voisins en raison de la mise en gage de bureaux ou de districts administratifs. D'un autre côté, les états sont apparus à plusieurs reprises comme les gardiens de l'unité nationale en refaisant l'acquisition des gages de leur propre chef et à leurs propres frais. En même temps, ils ont renforcé leurs propres droits.
Les domaines sur lesquels Thierry aspirait à régner couvraient en grande partie ce qui est aujourd'hui l'État de Rhénanie du Nord-Westphalie. En fin de compte, Thierry n'a pas pu obtenir la suprématie des archevêques de Cologne dans le nord de la Rhénanie et en Westphalie que lui et ses prédécesseurs avaient lutté. Au contraire, le vide de pouvoir qui a suivi sa mort a rapidement conduit à une guerre avec la Bourgogne sous son successeur Ruprecht von der Pfalz, qui a finalement voulu incorporer les dominions des archevêques de Cologne.
En 1421 et 1431, Thierry participa en tant que prince impérial aux campagnes infructueuses des armées impériales contre les Hussites. Thierry a choisi Albert II comme électeur en 1438 et Frédéric III en 1440.
En tant qu'évêque, il a travaillé dans son diocèse par le biais de visites et de conseils provinciaux. Apparemment, son travail est resté exclusivement axé sur le clergé du monastère et la politique monastique. Apparemment, il n'était pas intéressé par les paroisses et la pastorale locale. Il s'est personnellement distingué par une dévotion prononcée à Marie.
Thierry II de Moers est mort en 1463 au château de Friedestrom à Zons. Il est enterré dans le déambulatoire de la cathédrale de Cologne.